# Ahmed Al Hujairi
Ahmed Ebrahim Yusuf Al Hujairi (sinh ngày 1 tháng 2 năm 1978) là một cầu thủ bóng đá người Bahrain. Hiện tại anh thi đấu cho Al-Ahli của Bahrain cũng như Đội tuyển bóng đá quốc gia Bahrain.

## Thống kê sự nghiệp đội tuyển quốc gia

### Bàn thắng cho đội tuyển quốc gia
| # | Ngày                 | Địa điểm        | Đối thủ | Tỉ số | Kết quả | Giải đấu |
| - | -------------------- | --------------- | ------- | ----- | ------- | -------- |
|   | 27 tháng 10 năm 2005 | Manama, Bahrain | Panama  | 5-0   | Thắng   | Giao hữu |